# 魏嘉賢
魏 嘉賢（1978年—）は、中華民国（台湾）の政治家。現職は花蓮県第十八回県議員、花蓮県花蓮市体育会理事長、花蓮県救国団指導委員会・花蓮県体育会囲碁委員会主任委員。

## 略歴
魏嘉賢の両親は元花蓮県議員。伯父魏木村は元花蓮市市長。明義国小・花崗国中・花蓮高工電子科卒業。慈済技術学院医事放射科系、国立東華大学公共行政学系で造詣を深め。花蓮県議会中国国民党党団書記長、花蓮県第十六、十七回県議員、中国国民党中央委員会花蓮県第一区党部委員、花蓮県衛生局医事放射師を歴任する。

### 2016年花蓮市市長選挙
2016年、花蓮市市長選挙に中国国民党で出馬することを表明する。同年8月27日に選挙が執行された結果、17,923票を獲得し花蓮市市長に当選。
| 候補者別得票 |            |            |        |        |
| 当落         | 党派       | 市長候補者 | 得票数 | 得票率 |
| ------------ | ---------- | ---------- | ------ | ------ |
| 当選         | 中国国民党 | 魏嘉賢     | 17,923 | 53.8%  |
|              | 民主進歩党 | 張美慧     | 13,958 | 41.9%  |
|              | 無所属     | 洪士閔     | 212    | 0.64%  |
|              | 無所属     | 黄進発     | 768    | 2.3%   |
|              | 無所属     | 許願神     | 223    | 0.67%  |
|              |            |            |        | 33,306 |

出典：最終結果！花蓮綠翻藍　魏嘉賢奪1萬7千票得票率過半 2016年8月27日、東森新聞

## 栄誉
救国団96年度優秀青年